# Cruz das Almas
Cruz das Almas é um município brasileiro do estado da Bahia.
A população do município de Cruz das Almas foi de 63 203 habitantes, segundo a estimativa de 2024 do Instituto Brasileiro de Geografia e Estatística (IBGE).

## História
A primeira institucionalização de um núcleo populacional associado à ocupação contemporânea do território cruz-almense ocorreu ainda durante o Brasil Colônia, quando foi criada a Freguesia de Nossa Senhora do Bonsucesso da Cruz das Almas que compunha o Distrito de Cruz das Almas, de acordo com o Alvará de 22 de janeiro de 1815, distrito que ficou subordinado ao município de São Félix. Porém, o município de Cruz das Almas seria criado só no final do século XIX, durante a República Velha, quando o distrito de Cruz das Almas foi desmembrado do município de São Félix por meio da lei estadual nº 190, de 29 de julho de 1897, sendo instalado em 1º de dezembro do mesmo ano.
De acordo com o Almanak do Estado da Bahia de 1903, a administração do município de Cruz das Almas era exercida pelo intendente municipal "Coronel" Themistocles da Rocha Passos, uma liderança política local associada ao coronelismo característico da República Velha e cuja família está associada a colono portugueses que receberam sesmarias na região e que participaram da formação do arraial colonial que deu origem à Freguesia de Nossa Senhora do Bonsucesso da Cruz das Almas.
Em 1943, em razão das articulações políticas desenvolvidas por Landulfo Alves e lideranças regionais, o Governo Federal criou em Cruz das Almas a Escola de Agronomia da Bahia, instituição educacional de nível superior com o fim de formar agrônomos e que é a herdeira do Imperial Instituto Baiano de Agricultura, estabelecimento criado originalmente na cidade de São Francisco do Conde em 1875.
Em 1948 foi criado o primeiro estabelecimento de ensino médio da cidade de Cruz das Almas: Colégio Estadual Alberto Torres (CEAT). O CEAT e a Escola de Agronomia da Bahia foram responsáveis pela modificação das sociabilidades da cidade, visto que essas instituições também recebiam estudantes de outras cidades baianas e até de outros estados, criando um relevante fluxo de pessoas.
Na década de 1950, o município de Cruz das Almas sofreu uma significativa perda territorial com o desmembramento dos distritos de Sapeaçu e Baixa da Palmeira para formar o município de Sapeaçu, conforme a lei estadual nº 549, de 27 de abril de 1953.
Os festejos juninos em Cruz das Almas passam por uma transformação em 1989 com a criação pela Prefeitura Municipal do chamado "Arraiá do Laranjá", que passou abrigar os principais espetáculos musicais na Praça Sumaúma.
Em razão de um conjunto de acidentes que ocorriam durante os festejos juninos, a prática cultural denominada de Guerra de Espadas passou a ser proibida pela justiça baiana em 2011, com a decisão judicial proferida ação cautelar nº 0001047-89.2011.805.0072, passando a ser desestimulada desde então.
Em 2015, o prefeito Raimundo Jean Cavalcante Silva, do Partido do Movimento Democrático Brasileiro (PMDB), renunciou ao cargo por motivos de saúde; por conseguinte, assumiu o poder executivo municipal o então vice-prefeito, Ednaldo Ribeiro, que acabou sendo derrotado nas eleições de 2016 para o ex-prefeito Orlando Peixoto Pereira Filho (PT).

## Geografia
Integra o arranjo urbano-regional (AUR) de Salvador, metrópole na qual está centralizado e à qual Cruz das Almas está subordinada na hierarquia urbana brasileira como centro sub-regional. Compõem também o AUR baiano Feira de Santana como centro regional e Santo Antônio de Jesus, Alagoinhas e Valença na mesma categoria de Cruz das Almas.
|                                                                |  |                                  |
| Identificação das cidades do AUR em imagem de satélite noturna |  | Mapa da hierarquia urbana do AUR |

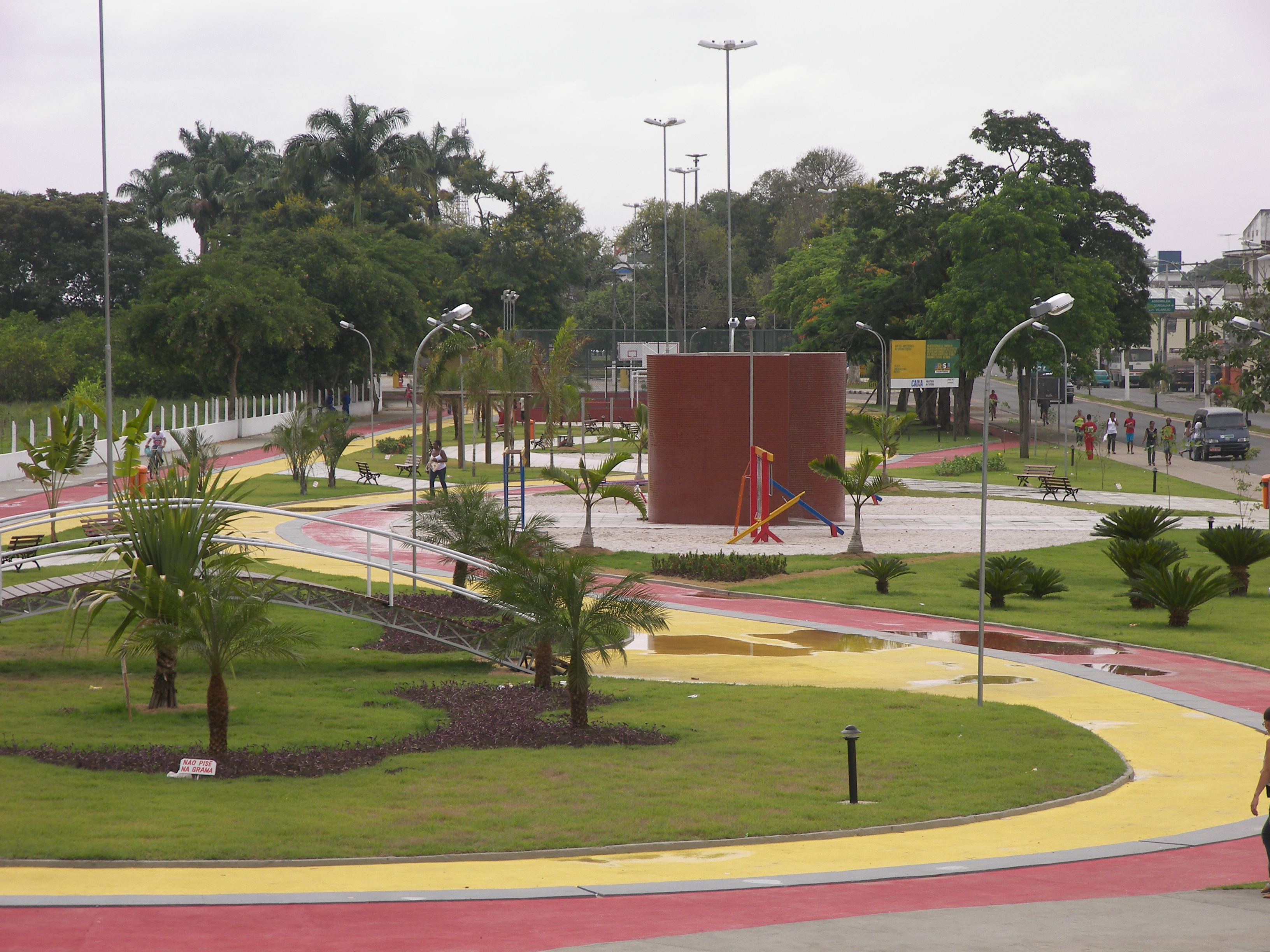
Praça Multiuso - Cruz das Almas

A vegetação é a floresta tropical subperinifólia subcadofólia com baixo teor de matéria orgânica francamente ácida. Em Cruz Das Almas se encontra a Mata de Cazuzinha, um remanescente da Mata Atlântica com área aproximada de 13,6808 hectares, e o Parque Ecológico Botânico Geraldo Pinto, um espaço territorial com 1,9122 hectare que está localizado no interior da Embrapa Mandioca e Fruticultura com o objetivo de proteger uma nascente situada no seu interior, além de servir como parque ecológico para visitação.
Segundo dados do Instituto Nacional de Meteorologia (INMET), referentes ao período de 1961 a 1963, 1973 a 1974 e a partir de 1977, a menor temperatura registrada em Cruz das Almas foi de 13,8 °C em 22 de agosto de 1961  e a maior atingiu 39,3 °C em 20 de março de 2019. O maior acumulado de precipitação em 24 horas chegou aos 138,2 milímetros (mm) em 18 de abril de 2022, seguido por 106,7 mm em 22 de maio de 1974, 101 mm em 16 de abril de 1988 e 100,2 mm em 25 de novembro de 2005.
| Dados climatológicos para Cruz das Almas | Dados climatológicos para Cruz das Almas | Dados climatológicos para Cruz das Almas | Dados climatológicos para Cruz das Almas | Dados climatológicos para Cruz das Almas | Dados climatológicos para Cruz das Almas | Dados climatológicos para Cruz das Almas | Dados climatológicos para Cruz das Almas | Dados climatológicos para Cruz das Almas | Dados climatológicos para Cruz das Almas | Dados climatológicos para Cruz das Almas | Dados climatológicos para Cruz das Almas | Dados climatológicos para Cruz das Almas | Dados climatológicos para Cruz das Almas |
| Mês | Jan                                      | Fev                                      | Mar                                      | Abr                                      | Mai                                      | Jun                                      | Jul                                      | Ago                                      | Set                                      | Out                                      | Nov                                      | Dez                                      | Ano                                      |
| --- | ---------------------------------------- | ---------------------------------------- | ---------------------------------------- | ---------------------------------------- | ---------------------------------------- | ---------------------------------------- | ---------------------------------------- | ---------------------------------------- | ---------------------------------------- | ---------------------------------------- | ---------------------------------------- | ---------------------------------------- | ---------------------------------------- |
| Temperatura máxima recorde (°C) | 38,4                                     | 37,9                                     | 39,3                                     | 37,8                                     | 34,9                                     | 31,8                                     | 31                                       | 32,6                                     | 32,7                                     | 36,2                                     | 38,9                                     | 37,1                                     | 39,3                                     |
| Temperatura máxima média (°C) | 31,8                                     | 31,9                                     | 31,3                                     | 29,4                                     | 28                                       | 26,2                                     | 25,9                                     | 26                                       | 27,5                                     | 29,3                                     | 30,3                                     | 31,3                                     | 29,1                                     |
| Temperatura média compensada (°C) | 25,8                                     | 25,9                                     | 25,8                                     | 24,7                                     | 23,6                                     | 22,2                                     | 21,6                                     | 21,5                                     | 22,5                                     | 23,9                                     | 24,9                                     | 25,5                                     | 24                                       |
| Temperatura mínima média (°C) | 21,7                                     | 21,9                                     | 22                                       | 21,5                                     | 20,6                                     | 19,3                                     | 18,4                                     | 18,3                                     | 19                                       | 20,2                                     | 21,3                                     | 21,7                                     | 20,5                                     |
| Temperatura mínima recorde (°C) | 17,8                                     | 18,1                                     | 17                                       | 18,8                                     | 16,3                                     | 15                                       | 14,5                                     | 13,8                                     | 14                                       | 15,2                                     | 16,8                                     | 18                                       | 13,8                                     |
| Precipitação (mm) | 68,4                                     | 76                                       | 87,7                                     | 132,5                                    | 133,7                                    | 151,7                                    | 129,9                                    | 93,9                                     | 80,5                                     | 51                                       | 71,7                                     | 59,8                                     | 1 136,8                                  |
| Dias com precipitação (≥ 1 mm) | 7                                        | 7                                        | 9                                        | 13                                       | 14                                       | 17                                       | 17                                       | 15                                       | 11                                       | 7                                        | 7                                        | 6                                        | 130                                      |
| Umidade relativa compensada (%) | 74,9                                     | 75,2                                     | 87,9                                     | 84,3                                     | 86,3                                     | 87,9                                     | 86,4                                     | 84,1                                     | 81,7                                     | 78                                       | 77,9                                     | 75,8                                     | 81                                       |
| Insolação (h) | 227,9                                    | 204,7                                    | 208,3                                    | 190,6                                    | 179,5                                    | 143,6                                    | 171,2                                    | 176,5                                    | 186,4                                    | 200,9                                    | 192,4                                    | 200,7                                    | 2 282,7                                  |
| Fonte: INMET (precipitação: normal climatológica de 1991-2020; temperatura, umidade e horas de sol: normal de 1981-2010; recordes de temperatura: 1961 a 1963, 1973 a 1974 e a partir de 1977) |                                          |                                          |                                          |                                          |                                          |                                          |                                          |                                          |                                          |                                          |                                          |                                          |                                          |

## Política e administração

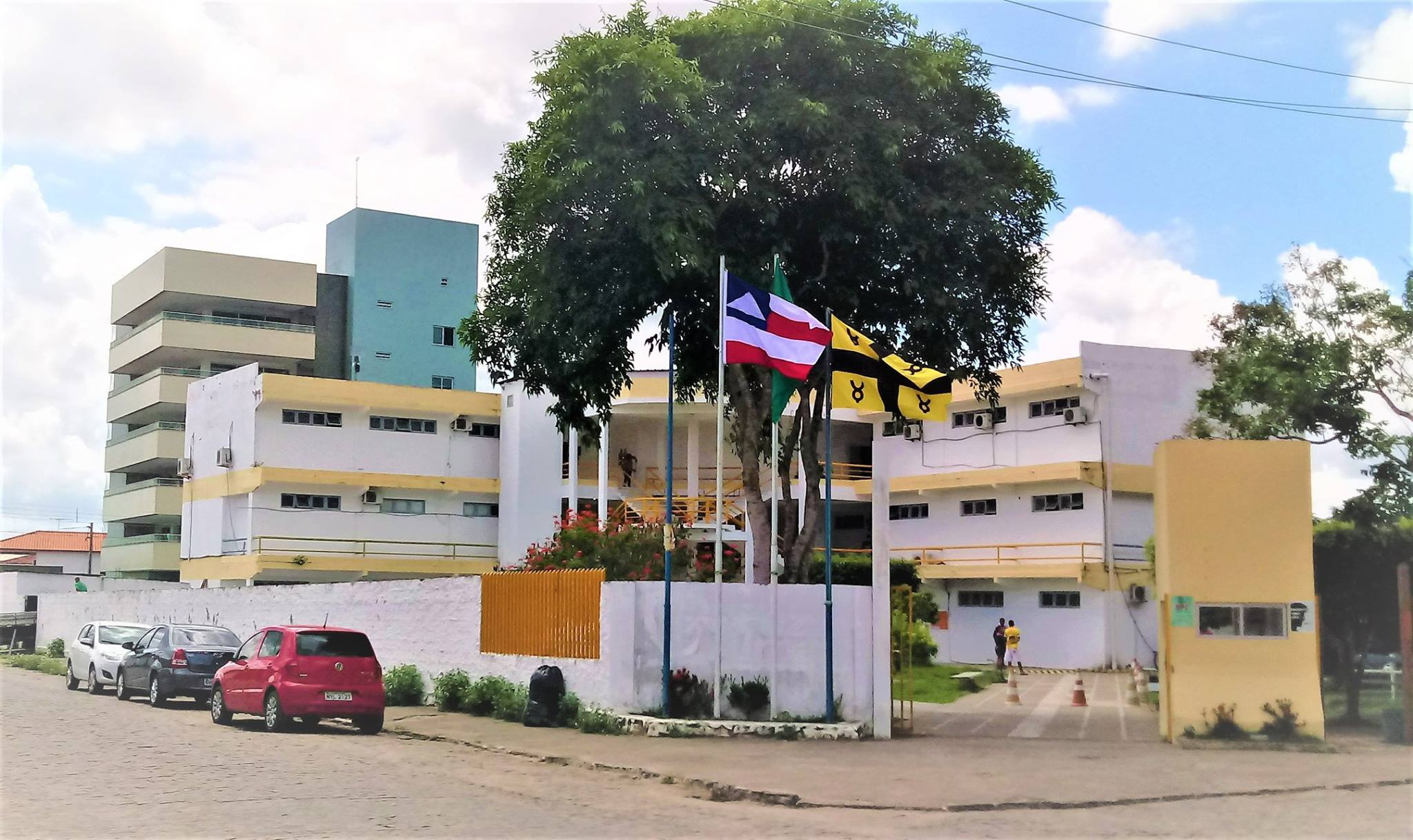
Centro Administrativo da prefeitura de Cruz das Almas

A estrutura político-administrativa do Município de Cruz das Almas é composta pelo Poder Executivo, chefiado por um Prefeito eleito por sufrágio universal, o qual é auxiliado diretamente por secretários municipais nomeados por ele, e pelo Poder Legislativo, institucionalizado pela Câmara Municipal de Cruz das Almas, órgão colegiado de representação dos munícipes que é composto por vereadores também eleitos por sufrágio universal.

### Poder Executivo
O prefeito de Cruz das Almas é Ednaldo José Ribeiro, do Republicanos, que assumiu o cargo em 2021 para seu primeiro mandato e foi reeleito em 2024, iniciando seu segundo mandato em 2025. O vice-prefeito é Ronivon Lemos de Carvalho, do União Brasil.

### Poder Legislativo
A Câmara Municipal de Cruz das Almas é composta por 15 vereadores. O presidente é Euricles Miguel dos Santos Neto, do Podemos (PODE).

## Infraestrutura

### Educação
Cruz das Almas é um dos principais polos educacionais do Recôncavo Baiano em virtude dos diversos estabelecimentos de ensino básico e de ensino superior situados em seu território. Este município possui diversas instituições de ensino básico, sendo 56 escolas municipais, seis escolas estaduais e quatorze escolas privadas. Na rede pública, o destaque entre os colégios públicos estaduais está com o Colégio Estadual Luciano Passos (bairro Suzana), Colégio Estadual Doutor Lauro Passos (bairro Itapicuru), Colégio Estadual Alberto Torres (bairro Centro), Colégio Estadual Landulfo Alves de Almeida (bairro Suzana), enquanto que entre as escolas públicas municipais, destacam-se a Escola Comendador Temístocles (bairro Centro), a Escola Clemente Mariani (bairro Centro), a Escola Venancio Jose de Santana (povoado Lagoa Grande), o Centro Educacional Cruzalmense (bairro Centro), o Colégio Municipal Jorge Guerra (bairro Centro), a Escola Professora Natália Rosa Pedra Velame (bairro Coplan), a Escola Professora Otília Conrado (povoado Lisboa), a Escola Lecy Galvão (bairro Centro), a Escola Carmelito Barbosa Alves (bairro Suzana). Na rede privada, o destaque são os Colégio Montessori (bairro Centro) Colégio Monsenhor Neiva (bairro Lauro Passos), Colégio e Curso A. L. Lavoisier (bairro Centro), Centro Educacional Nova Opção, Colégio Cruz das Almas (bairro Assembléia), Associação Pestalozzi de Cruz das Almas, Colégio Contemporâneo (bairro Centro).
O analfabetismo em Cruz das Almas é de 11,79%, sendo a segunda menor taxa do Recôncavo baiano, estando atrás apenas do município de São Francisco do Conde.

#### Ensino Superior em Cruz das Almas

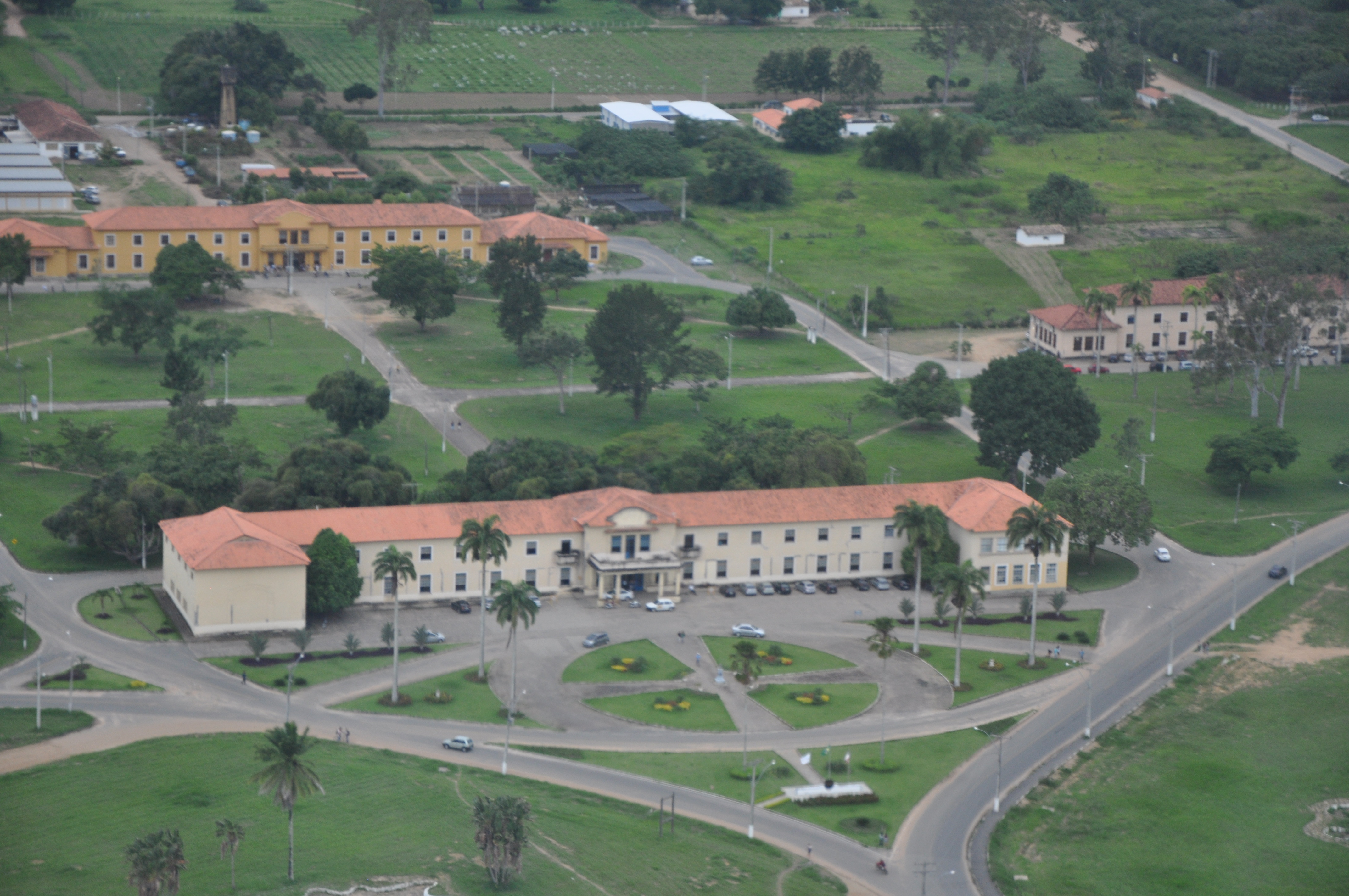
Prédio da Reitoria da UFRB, no campus de Cruz das Almas

As instituições de ensino superior situadas no município de Cruz das Almas são as seguintes:
Instituições públicas de ensino superior
- Universidade Federal do Recôncavo Baiano (UFRB)

Instituições privadas de ensino superior (graduação e pós graduação)
- Centro Universitário Maria Milza (UNIMAM)
- Faculdade Brasileira do Recôncavo (FBBR)
- Faculdade de Ciências Jurídicas de Cruz das Almas (em descredenciamento pelo grupo Cogna).

### Transportes
Cruz das Almas possui 35.312 veículos em janeiro/2023, a 21.ª maior frota da Bahia, desbancando cidades com populações superiores a do município (IBGE/2023).

## Cultura e turismo

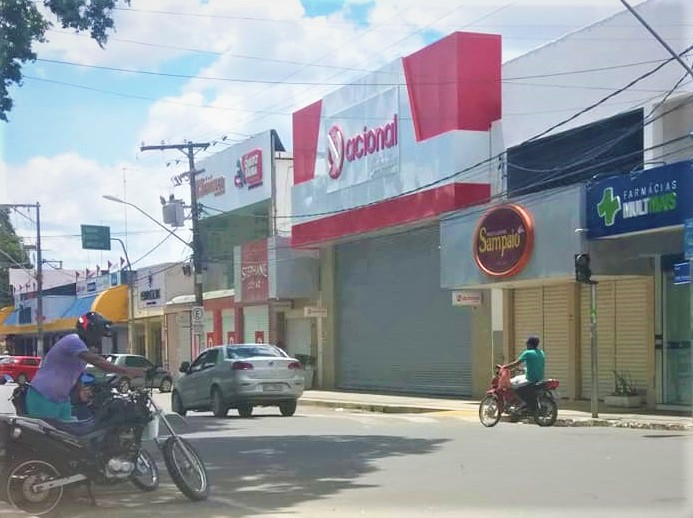
Praça Senador Themístocles

A cidade conhecida pela sua festa de São João e guerra de espadas.
A guerra de espadas na cidade possui história de mais de 150 anos, sendo proibida por decisão judicial de 2011. Apesar disso, a prática continua no município. Antes da proibição expressa, registrou-se 169 feridos por queimaduras em 2009, chegando a 341 em 2010. Em 2011, o número de feridos foi reduzido para 146 pessoas.

## Esportes e lazer
As principais atividades de esportes e lazer existentes no município de Cruz das Almas são vinculadas ao futebol e, também, à revelação de atletas olímpicos de boxe.
O destaque do município no futebol fica por conta da agremiação esportiva chamada de Cruzeiro Futebol Clube, porém mais conhecida como "Cruzeiro de Cruz das Almas". Esta equipe de futebol disputou diversas edições do campeonato baiano de futebol da primeira divisão, além de ter conquistado em 1998 o título de campeão baiano de futebol da segunda divisão.
Os principais equipamentos públicos de esportes e lazer existentes em Cruz das Almas são o Estádio Municipal Carmelito Barbosa Alves, onde o Cruzeiro de Cruz das Almas disputa suas partidas, e, também, dois ginásios poliesportivos:
- Ginásio de Esportes Luis Eduardo Magalhães (administrado pela Prefeitura Municipal de Cruz das Almas);[43]
- Ginásio Poliesportivo UFRB (administrado pela UFRB).[44]

Em relação ao boxe, Cruz das Almas relevou importantes atletas do boxe, com destaque para Washington Silva (natural de Diadema-SP, porém, residente em Cruz das Almas durante a infância e adolescência), Cleiton Conceição, e Valdemir Pereira "Sertão".